# Hypena transita
Hypena transita là một loài bướm đêm trong họ Erebidae.